# Shahrestān di Qods
Lo shahrestān di Qods (farsi شهرستان قدس) è uno dei 16 shahrestān della provincia di Teheran, il capoluogo è Qods, una città di 229.354 abitanti. Era precedentemente una circoscrizione dello shahrestān di Shahriyar.